# Ametris
Ametris is een geslacht van vlinders van de familie spanners (Geometridae), uit de onderfamilie Oenochrominae.

## Soorten
- A. monilaria Fabricius, 1777
- A. nitocris Cramer, 1780